# Ida Ferenczy

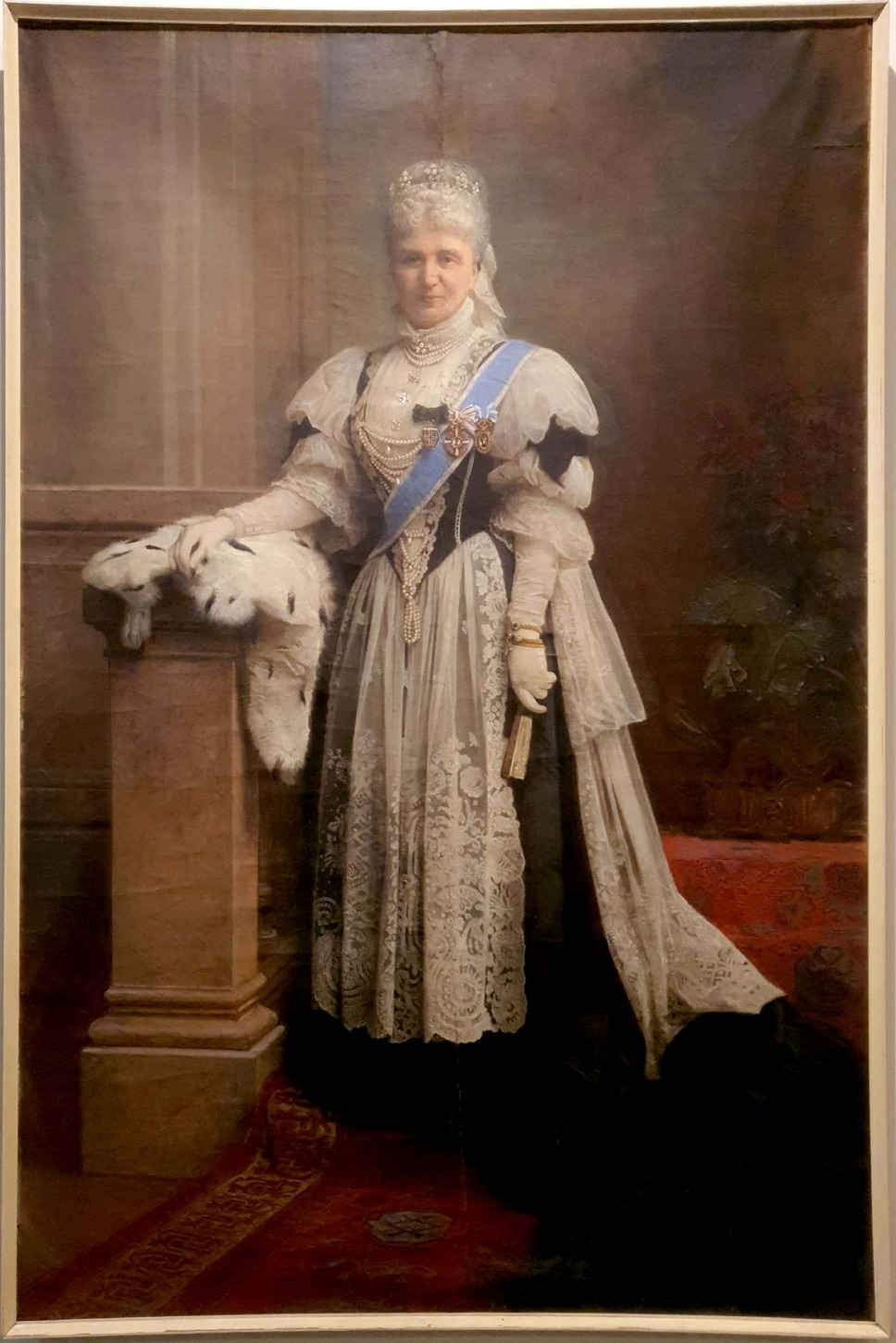
Ida Ferenczy (vor 1896)

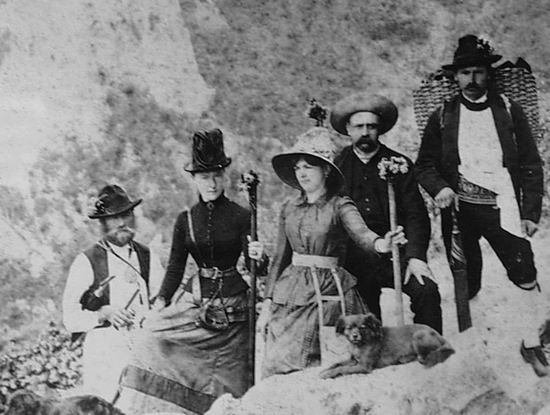
Ida Ferenczy (3. v. rechts) und die Kaiserin bei einer Bergtour

Ida Ferenczy von Vecseszék (* 7. April 1839 in Kecskemét / Kaisertum Österreich; † 28. Juni 1928 in Wien / Österreich) war eine ungarische Adelige (Landadel), die ab 1864 in Diensten der Kaiserin Elisabeth von Österreich-Ungarn stand.

## Leben

### Abstammung und Jugendzeit
Ida Krisztina Veronika Ferenczy von Vecseszék entstammt einer Familie des ungarischen Landadels in Kecskemét. Sie war das vierte von sechs Kindern von Gergely Ferenczy und dessen Ehefrau Krisztina geb. Szeless. Ihre Ausbildung entsprach dem Durchschnitt, welcher Mädchen ihrer Gesellschaftsklasse in der damaligen ungarischen Provinz zuteilwurde. Von Mädchen ihrer Gesellschaftsschicht erwartete man, dass sie außer Lesen und Schreiben eventuell noch Deutsch als Fremdsprache erlernten und dann möglichst gut heiraten sollten. Ida bildete sich jedoch als Autodidaktin weiter. Bei der ungarischen Schriftstellerin Ida Miticzky wurde ihr ein Gefühl für Literatur beigebracht und diese bildete sie auch zur Vorleserin aus.

### Am Kaiserhof in Wien (Im Dienste von Kaiserin Elisabeth)
Die Kaiserin Elisabeth entwickelte bereits in jungen Jahren eine außerordentliche Sympathie der ungarischen Nation gegenüber. Deshalb entschloss sie sich im Jahre 1863 auch, die ungarische Sprache zu erlernen. In der Person des Publizisten und Politikers Maximilian Falk fand sie auch den geeigneten Lehrer, der sie nicht nur auf dem Gebiet der ungarischen Sprache förderte, sondern auch in ungarischer Geschichte, Literatur und Kultur unterwies. Die Begegnungen mit der Königin hielt er in schriftlichen Erinnerungen fest, die im Jahre 1898 in Buchform unter den Titel Erzsébet királynéról - visszaemlékezések (dt. „Über die Königin Elisabeth - Erinnerungen“) in Budapest erschienen sind.
In dieser Zeit beschloss die Kaiserin, sich mit ungarischen Hofdamen zu umgeben. Es wurde ihr eine Liste mit Damen des ungarischen Hochadels vorgelegt, aus der sie ihre Wahl treffen sollte. An letzter Stelle dieser Liste erschien der Name Ida von Ferenczys. Gemäß Maximilian Falk wurde der Name mit einer von den anderen Namen abweichender Handschrift hinzugefügt. Wie der Name einer lediglich aus den Kleinadel stammenden Dame auf die Liste kam, konnte niemals endgültig geklärt werden. Die Kaiserin wählte ausgerechnet diesen Namen aus und ließ sich von Ida von Ferenczy ein Bild kommen.
Beide Frauen waren sich bei ihrem ersten Treffen sofort sympathisch. Während der Kaiserin das natürliche, offene Wesen und die Aufrichtigkeit ihrer Altersgenossin imponierten, war Ida Ferenczy neben der auffallenden Schönheit auch von Charme und Intelligenz der Monarchin tief beeindruckt. Sie sollte bis zum gewaltsamen Tod der Kaiserin zum Kreis der „appartementmäßigen Damen“ gehören, die jederzeit Zutritt zu den privaten Gemächern Elisabeths hatten. Ida von Ferenczy entwickelte sich zur „Freundin“ der Kaiserin, sie war die Einzige, die von der Kaiserin (außer den Mitgliedern der eigenen Familie) geduzt wurde.
Im Laufe der Jahre erlangte sie eine wichtige Position im Umfeld der Kaiserin. Viele bedeutende ungarische Politiker, wie z. B. Ferenc Deák und Gyula von Andrássy erhielten durch Vermittlung Ida von Ferenczys Zugang zur Kaiserin bzw. Franz Joseph.
Ida von Ferenczy begleitete die Kaiserin von Österreich (seit 1867 auch Königin von Ungarn) auf ihren umfangreichen Reisen, unterrichtete sie, besonders nach dem Ausgleich mit Ungarn 1867, in ihrer Muttersprache Ungarisch.

Wegen ihrer Diskretion und unbedingten Loyalität zu ihrer Königin und Freundin wurden ihr im Lauf der Zeit verschiedene verantwortungsvolle und teils heikle Aufgaben zuteil.

Ida Ferenczy (links) mit einer unbekannten Dame.

So arrangierte sie beispielsweise 1874 auf einem Maskenball in Wien den gewünschten Flirt der als „Domino“ maskierten und inkognito anwesenden Kaiserin Elisabeth mit Friedrich List Pacher von Theinburg, einem Ballbesucher, von dem die Kaiserin bis an ihr Lebensende irrtümlich annahm, dass er sie nicht erkannt hatte.
Ida Ferenczy fungierte außerdem als Empfangsdame für die Wiener Burgschauspielerin Katharina Schratt in der Hofburg, die die Kaiserin ihrem Gatten Kaiser Franz Joseph als „liebe gute Freundin“ für die Zeit ihrer häufigen Jagdreisen und Weltfluchten zugeführt hatte.
Im Jahre 1890 wurde sie auf ausdrücklichen Wunsch der Kaiserin in den Sternkreuzorden aufgenommen.

### Späte Jahre
Die Genfer Tragödie, in der die Kaiserin 1898 ermordet wurde, war ein heftiger Schicksalsschlag für Ferenczy. Sie, die beinahe vierzig Jahre an der Seite Elisabeths verbrachte und deshalb niemals heiratete, rief aus: „Mit dem Tod der Königin Elisabeth habe ich alles verloren“. Gemeinsam mit der ihr ebenfalls nahestehenden Kaiserin-Tochter Marie Valerie (dem „ungarischen Kind“) ordnete sie den Nachlass der Kaiserin. Einen Großteil des schriftlichen Nachlasses der Kaiserin verwahrte sie (nach deren Ermordung 1898 in Genf) bis zu ihrem eigenen Tod. Nach dem Tode Elisabeths musste Ferenczy aus der Hofburg ausziehen. Sie wohnte zuerst in der Wiener Reisnerstrasse, später im Stadtteil Schönbrunn.
Um dreißig „lange Jahre“ überlebte sie die Kaiserin. In dieser Zeit musste sie 1924 auch den Tod Marie Valeries, der Lieblingstochter Elisabeths, erleben. Sie überlebte auch den Oberhofmeister der Kaiserin Ferenc Nopcsa (* 1815, † 1904), sowie ihre Weggefährtin Gräfin Maria Festetics († 1923), Hofdame der Kaiserin.
Nach dem Tode Elisabeths gründete Ida Ferenczy 1899 in Budapest das Königin-Elisabeth-Gedenkmuseum, das am 15. Januar 1908 in der Ofener Burg eröffnet wurde. Das Museum bestand bis zum Ende des Zweiten Weltkrieges, große Teile des Museums wurden jedoch in dieser Zeit vernichtet.
Ida von Ferenczy starb 89-jährig am 28. Juni 1928 in Wien und wurde in ihrem Geburtsort Kecskemét bestattet, in der Familiengruft der Ferenczys am Dreifaltigkeitsfriedhof.